# 21 і більше
«21 і більше» (англ. 21 and Over) — американський комедійний фільм, написаний і поставлений Джоном Лукасом і Скоттом Муром, сценаристами «Похмілля у Вегасі». Світова прем'єра відбулася 1 березня 2013.

## Зміст
Зовсім скоро йому доведеться пройти тест у престижний медичний коледж. Але так складно думати тільки про кар'єру, коли тобі всього 21, а друзі сповнені ентузіазму відзначити твій день народження феєричною п'янкою з запаморочливими пригодами та дівчатами. І ось вже трійка хлопців напідпитку вирушає у подорож нічним містом, яке не скоро зможуть забути...

## Ролі
| Актор                 | Роль                           |
| --------------------- | ------------------------------ |
| Скайлар Естін         | Кейсі                          |
| Майлз Теллер          | Міллер                         |
| Сара Райт             | Ніколь                         |
| Джастін Чон           | Джеф Чанг                      |
| Деніел Буко           | Джуліан                        |
| Бонні Бентлі          | бармен                         |
| Джонатан Кельтц       | Ренді                          |
| Франсуа Шо            | батько Джефа Чанга містер Чанг |
| Бейзил Гарріс         | -                              |
| Саманта Фатерман      | Саллі Хуанг                    |
| Крістьенн Кастельянос | -                              |
| Дастін Ібарра         | Пі Джей Бриль                  |
| Даніель Гартнет       | -                              |
| Грейс Арендс          | чирлідер                       |

## Історія створення
Основне знімання мало початися 22 вересня 2011 року, в Університеті штату Вашингтон, знімання додаткових сцен почалося в провінції Шаньдун провінції Linyi муніципального району в жовтні.

## Саундтрек
У фільмі звучать такі композиції:
1. «The Blue Van» — Man Up
2. «Maker» — The Love We Have
3. «The Naked And Famous» — Young Blood
4. «Benny Benassi» — Control Feat. Gary Go
5. «Rootbeer» — Under Control
6. «The Naked and Famous» — Young Blood (Dekade Remix)
7. «The Gaslight Anthem» — Howl
8. «Langhorne Slim & The Law» — The Way We Move
9. «Dropkick Murphys» — Going Out In Style
10. «Vibrolux» — Shine
11. «Frightened Rabbit» — Swim Until You Can’t See Land
12. «My Goodness» — C’mon Doll
13. «The Pharcyde» — Oh Shit
14. «Kidz In the Hall» — Jukebox
15. «T.Mills» — The Boom
16. «Outasight» — Tonight Is The Night
17. «Big Freedia» – Almost Famous (21 & Over Mix)

В офіційних трейлерах фільму звучать наступні композиції:
1. «Hear Travis Barker’s» — ‘Beat Goes On’ (feat. Cypress Hill)

## Знімальна група
- Режисер — Джон Лукас, Скотт Мур
- Сценарист — Джон Лукас, Скотт Мур
- Продюсер — Девід Гоберман, Раян Кавано, Тодд Ліберман, Г'юґо Шонг, Енді Єн
- Композитор — Ерік Колвін